# Calathea eburnea
Calathea eburnea là một loài thực vật có hoa trong họ Marantaceae. Loài này được André & Linden mô tả khoa học đầu tiên năm 1873.